# Guilly (Loiret)
Guilly è un comune francese di 668 abitanti situato nel dipartimento del Loiret nella regione del Centro-Valle della Loira.

## Società

### Evoluzione demografica
Abitanti censiti